# Bryum latirete
Bryum latirete là một loài Rêu trong họ Bryaceae. Loài này được (Dixon) Ochi mô tả khoa học đầu tiên năm 1972.